# Substituce domácím mazlíčkem
Substituce domácím mazlíčkem je třetí díl čtvrté řady amerického televizního seriálu Teorie velkého třesku. V této epizodě hostují Laurie Metcalf a Jade Holden. Režisérem epizody je Mark Cendrowski.

## Děj
Sheldon si se svou novou dívkou Amy velmi rozumí, ostatní ale z jejich spojení příliš nadšení nejsou. O to raději jsou, když se jednoho dne Amy se Sheldonem rozhádají a ukončí jejich vztah. Sheldon ale danou situaci špatně snáší a postupně si jako „náhradu“ pořídí 25 koček. Leonarda to děsí a tak k nim na návštěvu zve Sheldonovu matku. I za její pomoci se Sheldon a Amy udobřují.

## Obsazení
| Johnny Galecki | Leonard Hofstadter |
| Jim Parsons    | Sheldon Cooper     |
| Kaley Cuoco    | Penny              |
| Simon Helberg  | Howard Wolowitz    |
| Kunal Nayyar   | Raj Koothrappali   |
| Mayim Bialik   | Amy Farrah Fowler  |
| Laurie Metcalf | Mary Cooper        |
| Jade Holden    | dívka ve frontě    |